# Liste des Américains lauréats du prix Nobel
Cet article propose une liste des Américains lauréats du prix Nobel, selon chaque thème.
C'est le pays ayant le plus de ressortissants lauréats du prix Nobel.

## Prix Nobel de physique
- 1907 : Albert A. Michelson
- 1923 : Robert Andrews Millikan
- 1927 : Arthur Holly Compton
- 1936 : Carl David Anderson
- 1937 : Clinton Joseph Davisson
- 1939 : Ernest Orlando Lawrence
- 1944 : Isidor Isaac Rabi
- 1946 : Percy Williams Bridgman
- 1952 : Felix Bloch et Edward Mills Purcell
- 1955 : Willis Eugene Lamb et Polykarp Kusch
- 1956 : William  Bradford Schockley avec John Bardeen et Walter Hauser Brattain
- 1959 : Emilio Segrè et Owen Chamberlain
- 1960 : Donald Arthur Glaser
- 1961 : Robert Hofstadter
- 1963 : Eugene Wigner et Maria Goeppert-Mayer
- 1964 : Charles Hard Townes
- 1965 : Julian Schwinger et Richard P. Feynman
- 1967 : Hans Albrecht Bethe
- 1968 : Luis Walter Alvarez
- 1969 : Murray Gell-Mann
- 1972 : John Bardeen Leon Neil Cooper et John Robert Schrieffer
- 1975 : Leo James Rainwater
- 1976 : Burton Richter et Samuel Chao Chung Ting
- 1977 : Philipp Warren Anderson avec Nevill Francis Mott et John Hasbrouck van Vleck
- 1978 : Arno Allan Penzias et Robert Woodrow Wilson
- 1979 : Sheldon Lee Glashow et Steven Weinberg
- 1980 : James Watson Cronin et Val Logsdon Fitch
- 1981 : Nicolaas Bloembergen et Arthur Leonard Schawlow
- 1982 : Kenneth G. Wilson
- 1983 : Subrahmanyan Chandrasekhar et William Alfred Fowler
- 1988 : Leon M. Lederman avec Melvin Schwartz et Jack Steinberger
- 1989 : Norman Foster Ramsey et Hans G. Dehmelt
- 1990 : Jerome I. Friedman et Henry W. Kendall
- 1993 : Russel A. Hulse et Joseph H. Taylor Jr.
- 1994 : Clifford G. Shull
- 1995 : Martin Lewis Perl et Frederick Reines
- 1996 : David M. Lee avec Douglas D. Osheroff et Robert C. Richardson
- 1997 : Steven Chu et William D. Philipps
- 1998 : Robert B. Laughlin et Daniel C. Tsui
- 2000 : Jack Kilby et Eric A. Cornell
- 2001 : Carl E. Wieman
- 2002 : Raymond Davis Jr. et Riccardo Giacconi
- 2003 : Alexei Alexeyevich Abrikosov avec Anthony J. Leggett et Frank Wilczek
- 2004 : David J. Gross et H. David Politzer
- 2005 : Roy J. Glauber et John L. Hall
- 2006 : John C. Mather et Georges F. Smoot
- 2008 : Yoichiro Nambu
- 2009 : Charles Kao et George E. Smith
- 2011 : Saul Perlmutter avec Brian P. Schmidt et Adam G. Riess
- 2012 : David Wineland
- 2014 : Shuji Nakamura
- 2017 : Rainer Weiss avec Barry Barish et Kip Thorne
- 2022 : John Clauser

## Prix Nobel de chimie
- 1914 : Theodore William Richards
- 1932 : Irving Langmuir
- 1934 : Harold Clayton Urey
- 1946 : James Batcheller Sumner avec John Howard Northrop et Wendell Meredith Stanley
- 1949 : William Francis Giauque
- 1951 : Edwin McMillan et Glenn Theodore Seaborg
- 1954 : Linus Carl Pauling
- 1955 : Vincent du Vigneaud
- 1960 : Willard Frank Libby
- 1961 : Melvin Calvin
- 1965 : Robert Burns Woodward
- 1966 : Robert Sanderson Mulliken
- 1972 : Christian Boehmer Anfinsen avec Stanford Moore et William Howard Stein
- 1974 : Paul J. Flory
- 1976 : William Lipscomb
- 1979 : Herbert C. Brown
- 1980 : Paul Berg et Walter Gilbert
- 1981 : Roald Hoffmann
- 1983 : Henry Taube
- 1984 : Robert Bruce Merrifield
- 1985 : Herbert Aaron Hauptman et Jerome Karle
- 1986 : Dudley Robert Herschbach et Yuan Tseh Lee
- 1987 : Donald J. Cram et Charles Pedersen
- 1989 : Sidney Altman et Thomas Robert Cech
- 1990 : Elias James Corey
- 1992 : Rudolph Marcus
- 1993 : Kary B. Mullis et Michael Smith
- 1994 : George A. Olah
- 1995 : Mario J. Molina et Frank Sherwood Rowland
- 1996 : Robert Curl et Richard Smalley
- 1997 : Paul D. Boyer
- 1998 : Walter Kohn
- 2000 : Alan Heege
- 2001 : William S. Knowles et K. Barry Sharpless
- 2002 : John B. Fenn
- 2003 : Peter Agre et Roderick Mackinnon
- 2004 : Irwin Rose
- 2005 : Robert Grubbes et Richard Schrock
- 2006 : Roger Kornberg
- 2008 : Martin Chaffie et Roger Trien
- 2009 : Venkatraman Ramakrishnan et Thomas Steiitz
- 2010 : Richard Heck
- 2012 : Robert Lefkowtz et Brian Kobilka
- 2014 : Eric Bettzig et William E. Moerner
- 2015 : Paul L. Modrich
- 2018 : Frances Arnold
- 2019 : John B. Goodenough
- 2020 : Jennifer Doudna
- 2022 : Carolyn Bertozzi
- 2023 : Louis E. Bruss
- 2024 : David Baker et John M. Jumper
- 1933 : Thomas Hunt Morgan
- 1934 : Georges Hoyt Whipple avec George Minot et William Parry Murphy
- 1944 : Joseph Erlanger et Herbert Spencer Gasser
- 1946 : Hermann Joseph Muller avec Carl Ferdinand Cori et Gerty Theresa Cori
- 1950 : Edward Calvin Kendall et Philip Showalter Hench
- 1952 : Selman Waksman
- 1953 : Fritz Albert Lipmann
- 1956 : Dickinson W. Richards
- 1958 : George Wells Beadle et Edward Lawrie Tatum
- 1959 : Arthur Kornberg
- 1961 : Georg Von Békésy
- 1962 : James Dewey Watson
- 1964 : Konrad Bloch
- 1966 : Peyton Rous et Charles Brenton Huggins
- 1967 : Haldan Keffer Hartline et George Wald
- 1968 : Robert Holley avec Har Gobind Khorana et Marshall Nirenberg
- 1969 : Alfred D. Hershey et Salvador Luria
- 1970 : Julius Axelrod
- 1971 : Earl Wilbur Sutherland, Jr.
- 1972 : Gerald M. Edelman
- 1974 : George Emil Palade
- 1975 : David Baltimore et Howard Martin Temine
- 1976 : Baruch S. Blumberg et Daniel Carleton Gajdusek
- 1977 : Andrzej Wiktor Schally et Rosalyn Yalow
- 1978 : Daniel Nathans et Hamilton O. Smith
- 1979 : Allan McLeod Cormack
- 1980 : Baruj Benacerraf et George Snell
- 1981 : Roger Sperry et David Hubel
- 1983 : Barbara McClintock
- 1985 : Michael Brown et Joseph Goldstein
- 1986 : Stanley Cohen
- 1988 : Gertrude Elion et George Hitchings
- 1989 : J. Michael Bishop et Harold Varmus
- 1990 : Joseph E. Murray et E. Donnall Thomas
- 1992 : Edwin G. Krebs
- 1993 : Phillip Allen Sharp
- 1994 : Alfred G. Gilman et Martin Rodbell
- 1995 : Edward B. Lewis et Eric F. Wieschaus
- 1997 : Stanley Prusiner
- 1998 : Robert F. Furchgott avec Louis J. Ignarro et Ferid Murad
- 2000 : Paul Greengard et Eric Kandel
- 2001 : Leland H. Hartwell
- 2002 : H. Robert Horvitz
- 2003 : Paul C. Lauterbur
- 2004 : Richard Axel et Linda B. Buck
- 2006 : Andrew Z. Fire et Craig C. Mello
- 2007 : Mario Capecchi
- 2009 : Elizabeth Blackburn avec Carol Greider et Jack Szostak
- 2011 : Bruce Beutler
- 2013 : Randy Schekman et James Rothman
- 2017 : Jeffrey C. Hall avec Michael Rosbach et Michael W. Young
- 2019 : William G. Kaelin avec Gregg L. Semenza et Peter J. Ratcliffe
- 2020 : Harvey J. Alter et Charles M. Rice
- 2023 : Drew Weissman
- 2024 : Victor Ambros et Gary Ruvkun

## Prix Nobel de littérature
- 1930 : Sinclair Lewis
- 1936 : Eugene O'Neill
- 1938 : Pearl Buck
- 1949 : William Faulkner
- 1954 : Ernest Hemingway
- 1962 : John Steinbeck
- 1976 : Saul Bellow
- 1978 : Isaac Bashevis Singer
- 1980 : Czeslaw Milosz
- 1987 : Joseph Brodsky
- 1993 : Toni Morrison
- 2016 : Bob Dylan

## Prix Nobel de la paix
- 1906 : Theodore Roosevelt
- 1912 : Elihu Root
- 1920 : Woodrow Wilson
- 1925 : Charles Dawes
- 1929 : Frank Billings Kellogg
- 1931 : Jane Addams et Nicholas Butler
- 1945 : Cordell Hull
- 1946 : Emily Greene Balch et John Raleigh Mott
- 1947 : The American Friends Service Committee et Quaker Peace and Social Witness
- 1950 : Ralph Bunche
- 1953 : George Marshall
- 1962 : Linus Pauling
- 1964 : Martin Luther King Jr.
- 1970 : Norman Borlaug
- 1973 : Henry Kissinger
- 1985 : Association internationale des médecins pour la prévention de la guerre nucléaire
- 1986 : Elie Wiesel
- 1997 : Campagne internationale pour l'interdiction des mines antipersonnel et Jody Williams
- 2002 : Jimmy Carter
- 2007 : Al Gore et GIEC
- 2009 : Barack Obama